# Verona Rupes
El escarpe Verona Rupes es un accidente geográfico de la superficie de Miranda, satélite del planeta Urano. Los escarpes se denominan rupes en lenguaje astrogeológico. Su nombre proviene de la tragedia de William Shakespeare, Romeo y Julieta.
El acantilado, previamente se estimaba que tendría de 5 a 10 km de altura, pero en 2016, nuevos estudios sugieren que tiene unos 20 km (12 mi), lo que le hace ser el acantilado más alto del sistema solar.
Su formación puede que se deba a una destrucción y posterior acreción de Miranda, o por movimientos tectónicos de la corteza helada del satélite.